# Marie Josefa z Windischgrätze
Marie Josefa hraběnka Erdődyová z Monyorókeréku a Monoszló (maďarsky Erdődy Mária Józsefné) provdaná z Windisch-Grätze (německy Josepha Gräfin von Windisch-Grätz; 5. dubna 1748 – 10. dubna 1777 Vídeň) byla rakouská šlechtična s původem v uherských rodech Erdődyů a Batthyányů.

## Život
Narodila se jako dcera hraběte Mikuláše Erdődyho z Monyorókeréku (1719–1757), dědičného nejvyššího župana Varaždínské župy a jeho manželky Marie Antonie hraběnky Batthyányové z Németújváru (1720–1797). Dne 12. října 1766 se ve Vídni provdala za říšského hraběte Josefa Mikuláše z Windisch-Grätze. Měli spolu čtyři děti:
- 1. Karel Antonín (30. 9. 1767 Vídeň – 28. 3. 1791)
- 2. Josef Ludvík (22. 9. 1769 Vídeň – 20. 10. 1791)
- 3. Leopold Karel (18. 12. 1770 – 28. 9. 1771)
- 4. Marie Terezie Filipína (4. 3. 1774 Vídeň – 22. 1. 1841 Vídeň)
  - ⚭ (1800) Ernest Engelbert d'Arenberg (25. 5. 1777 Paříž – 20. 11. 1857 Wiesbaden)

Ve spisech a pamětech své doby je Josefa často uváděna jako hraběnka Batthyányiová a je popisována jako krásná, oduševnělá a okouzlující ozdoba vídeňského dvora a salonů, ale zároveň důstojná a svědomitá manželka a matka. V roce 1770 se svým manželem Josefem Mikulášem doprovázela arcivévodkyni Marii Antoinettu do její nové vlasti. U pařížského dvora ve Versailles manžele Windischgrätzovy nazývali „vingt mille grâces“ (franc. „dvacet tisíc ctností“).
V pozdějších letech žila převážně ve Vídni a zimy s ohledem na své zdraví trávila v teplém podnebí Itálie, zejména v Pise, nebo ve Francouzském Nice či Mentonu. V roce 1775 se vrátila zpět do Vídně, ale v zimě se její zdravotní stav opět zhoršil. Během její nemoci jí často dělal společnost sám císař Josef II., který s ní rozmlouval, vyprávěl jí příběhy nebo jí předčítal z knih. O jejím skonu se panovník dozvěděl v Paříži při své cestě do Francie a byl jím hluboce otřesen. Dle svých slov císař k hraběnce necítil náklonnost z vášně, ale velmi si jí vážil za její ušlechtilý způsob myšlení.
Její manžel, který ji hluboce miloval, jí ve vídeňském skotském kostele nechal postavit nádherný pomník. Někdy dochází k záměně jmen s její matkou Marií Antonií, která byla rozená hraběnka Batthyányová.